# 波士顿交响乐团
波士顿交响乐团（英語：Boston Symphony Orchestra）是世界最为著名的管弦乐团之一，美国五大管弦乐团之一，尤其以高质量的弦乐器演奏而闻名。乐团总部所在的波士顿交响大厅，也被认为是世界上最好的音乐厅之一。

## 沿革
波士顿交响乐团由亨利·李·希金森于1881年在美国马萨诸塞州波士顿建立，包括阿图尔·尼基施和皮埃尔·蒙特在内的多位著名指挥家为最初的乐团带来了赞誉。然而，直到谢尔盖·库塞维兹基接过指挥棒，波士顿乐团才真正声名雀起。在科乌谢维茨基的带领下，乐团开始为电台提供定期演出并在坦格活德建立了自己的夏季演出地点。此外，科乌谢维茨基还委托包括谢尔盖·普罗科菲耶夫和伊戈尔·斯特拉温斯基在内的许多著名作曲家为乐团创作了大量的作品。1949年，查理·明希接替科乌谢维茨基出任乐团音乐总监。在他的主持下，乐团进行了第一次海外演出。1973年，小泽征尔入主乐团，他的富有感情的风格很快被接受并成为波士顿市民最喜欢的音乐家之一。小泽在波士顿乐团担任首席指挥直到2002年，成为乐团历史上时间最长的指挥。他的继任者是詹姆斯·莱文，这也是乐团第一位出生在美国的总监。萊文於2011年因健康因素離任後，樂團宣布將於2014/15樂季正式接任的人選則是安德里斯·尼尔森斯，其人是此團近百年來最年輕任總監者，但近年已主持樂季當中的主要演出。
波士顿交响乐团的分支波士顿通俗乐团成立于1885年，主要演奏轻音乐和流行经典音乐。

## 獲獎與榮譽
葛萊美獎
| 年份   | 獲提名                                                             | 獎項           | 結果 |
| ------ | ------------------------------------------------------------------ | -------------- | ---- |
| 2017年 | 《Shostakovich: Under Stalin's Shadow – Symphonies Nos. 5, 8 & 9》 | 最佳管弦樂演奏 | 獲獎 |

## 人物

### 歷任音乐总监
- 乔治·亨舍尔（英语：George Henschel）（1881年–84年）
- 威廉·格里克（英语：Wilhelm Gericke）（1884年–89年）
- 阿图尔·尼基施（1889年–93年）
- 埃米尔·保尔（英语：Emil Paur）（1893年–98年）
- 威廉·格里克（英语：Wilhelm Gericke）（1898年–1906年）
- 卡尔·穆克（英语：Karl Muck）（1906年–08年）
- 马克思·菲德勒（英语：Max Fiedler）（1908年–12年）
- 卡尔·穆克（英语：Karl Muck）（1912年–18年）
- 亨利·拉博（英语：Henri Rabaud）（1918年–19年）
- 皮埃尔·蒙特（1919年–24年）
- 谢尔盖·库塞维兹基（1924年–49年）
- 查理·明希（1949年–62年）
- 埃里希·莱因斯多夫（1962年–69年）
- 威廉·施泰因贝格（1969年–72年）
- 小泽征尔（1973年–2002年）
- 詹姆斯·莱文（2002年–11年）
- 安德里斯·尼尔森斯（2014年迄今）

## 作品節選
- 小澤 征爾.  (CD). Deutsche Grammophon. Barcode 028942308923.
- 小澤 征爾.  (CD). Deutsche Grammophon. Barcode 028943561921.

## 參看
- 管弦樂團